# 新福井站

### 福井鐵道
新福井站（日语：／ Shin-Fukui eki */?）是位於福井縣福井市，為越前鐵道勝山永平寺線車站。車站編號為E2。另外，三國蘆原線列車亦會與勝山永平寺線共用此路段。

## 車站構造
現時使用中的可以當為第四代車站，為高架車站，建於新幹線線路旁的專用高架橋上。本站與高架路段上的其他車站（即福井及福井口）皆由交建設計負責處理。
車站的公共設施部份，外層皆由金屬板所覆蓋；而對比上一代的月台，是次的月台不但加裝了密封式的背板，全月台均設有上蓋，且寬度也比地面上的島式月台及借用新幹線路基時代為大。

### 月台
設有2個側式月台，長約50公尺，有效長度為2輛。與第三代車站月台一樣，各月台均設有獨立的樓梯及升降機前往。
| 月台 | 路線                      | 上下行 | 方向                              |
| ---- | ------------------------- | ------ | --------------------------------- |
| 1    | ■勝山永平寺線 ■三國蘆原線 | 下行   | ■ 永平寺口、勝山方向 ■ 三國港方向 |
| 2    | ■勝山永平寺線 ■三國蘆原線 | 上行   | ■ 福井方向                        |

### 過往車站構造
第一代車站建於路面，前後均為雙線路段。開線初期採用2個側式月台，以石磚及水泥建成；至於站房則設於往福井方月台旁的馬路上，站房與月台之間並不相連；而往勝山方向設有木製有蓋候車亭。

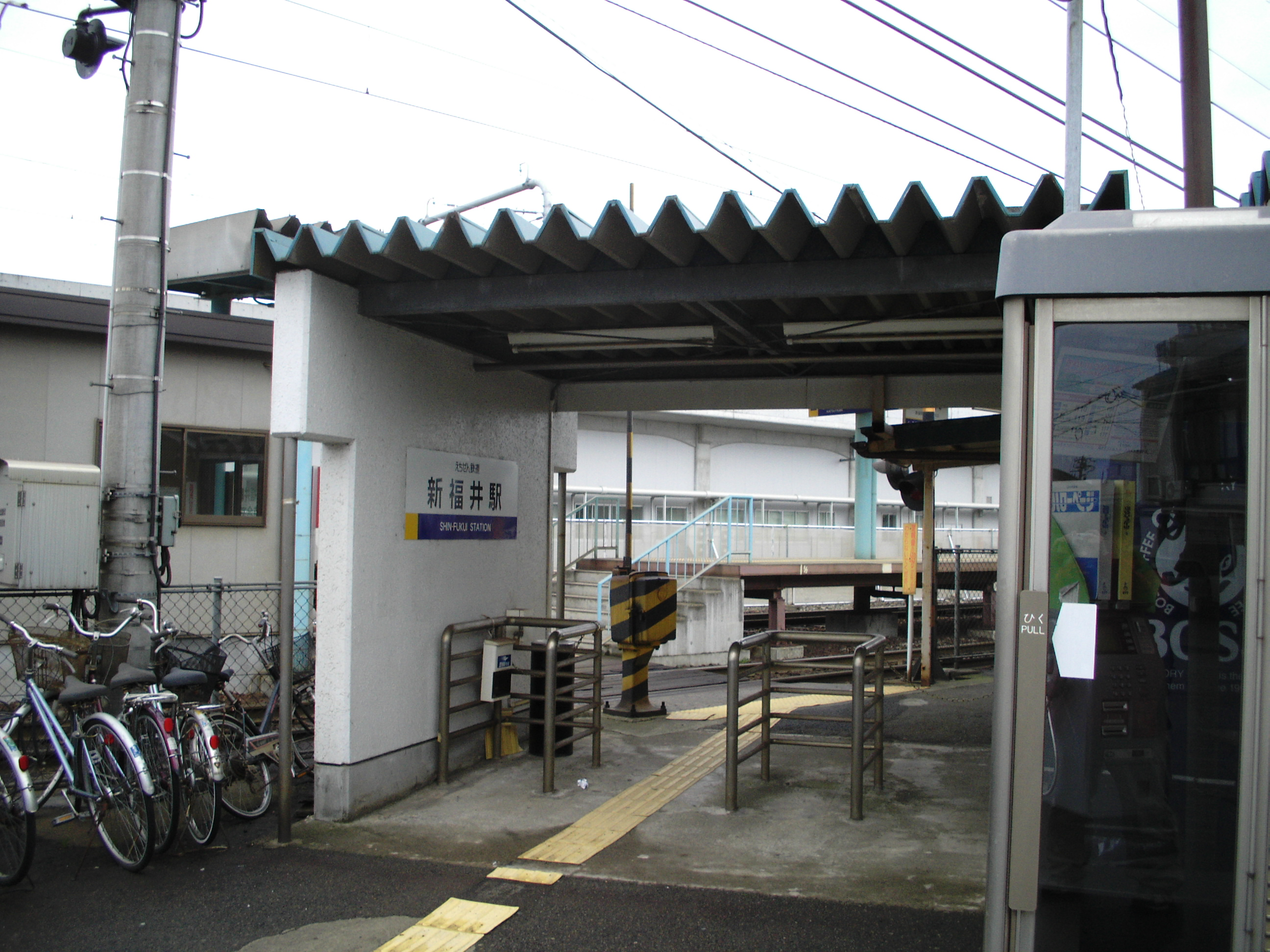
東移後的第二代地面車站及候車室（2006年4月）。

1997年隨着福井站周邊進行高架化工程及再開發計劃，原來的線道往東遷移，因而成為了第二代的車站。當中月台由側式改為以島式月台設計，月台以鋼架及鐵板所組成，闊度比起第一代時收窄了不少。在月台編號上，第二代月台以往福井方向為1號月台、往勝山及三國港方向為2號月台。出入口仍設於向福井站方向的月台末端，並以平交道連接至路軌旁邊的開放式閘口。閘口後設有原站務室，而出入口對面設有以組合屋建成的候車室，而到了最後期，也因應方便傷殘人士使用車站，把部份樓梯改成為無障礙斜度。
因應為日後北陸新幹線伸延至福井（雖然當時仍未落實興建金澤～敦賀），亦打算將越前鐵道福井～福井口一段一併高架化，為確保新幹線工程期間的用地保證，2006年4月，本站至福井口間的雙軌線路改為單線化。2009年，相關的新幹線的架空段竣工，越前鐵路高架化亦可隨時開始，固此縣政府也決定在越前鐵路高架化工程期間，把北陸新幹線的路基開放予越前鐵路使用以維持基本服務。2015年9月27日，建於新幹線路基上的第三代臨時式車站正式開始使用。月台配置由本來的島式月台改為側式月台。第三代車站的進出方式與前兩代相同，都是在往福井方向的月台末端設置出入口。透過樓梯或另設於後方的升降機，乘客可到達往福井方向的月台，又可以利用站內的平交道連接至對面的月台，是當時日本國內極少出現的高架車站內設有平交道。至於月台編號上，第三代與第二代為相反，即往福井的月台由「1號」變成「2號」；往勝山及三國港方向則由「2號」變成「1號」。候車亭則設於橋躉下、樓梯出入口旁。
整體而然，除了側式月台化的第一代車站，其餘的嚴格來說不過是屬於過渡性質的臨時車站，直至專屬的高架橋建成後，才真正返回永久化的車站。

## 歷史
- 1914年2月11日：京都電燈越前電氣鐵道此站至市荒川站（現時：越前竹原站）開通[9][10]，此站啟用[11][2]。
- 1929年：

- 9月21日：福井站至此站之間開通。同時三國蘆原電鐵開始駛入此站。
- 11月20日：福井站至此站之間成為雙線鐵路。

- 1942年3月2日：隨著京福電氣鐵道（京福）成立[15]。此站成為越前線（後來為越前本線）的車站[10]。
- 1970年7月1日：成為業務委託車站[16]。
- 1993年1月11日：成為無人車站[11]。
- 1997年3月23日：福井站附近進行連續立體交差工程，使用臨時路軌。
- 2001年6月25日：越前本線發生事故（日语：京福電気鉄道越前本線列車衝突事故），由於一年內在同一線道上發生了兩次嚴重事故，國土交通省運用權力暫停了列車服務，也暫停了京福電氣鐵道的營業許可資格[17][18]。
- 2003年：

- 2月1日：京福電氣鐵道將車站設施轉讓至越前鐵道。
- 7月20日：越前鐵道車站重開。

- 2015年9月27日：使用北陸新幹線的高架橋，福井站至此站之間臨時高架化[6][7]。
- 2018年6月24日：越前鐵道高架橋正式開始使用[19][4]。
- 2024年10月11日：越前鐵道及福井鐵道均可使用ICOCA及全國通用IC卡付款[20][21]。

## 圖庫

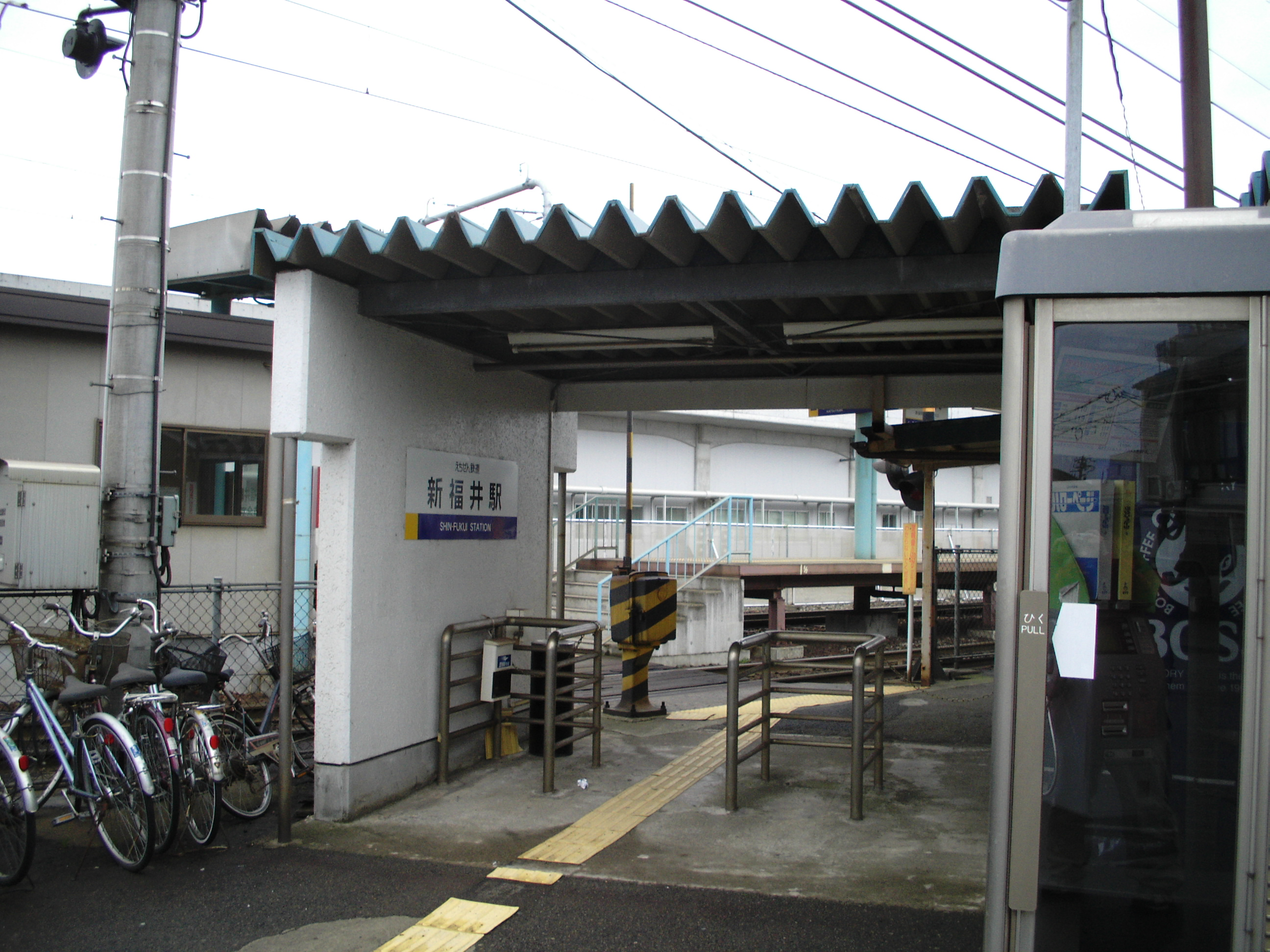
遷移至新幹線高架橋前的車站入口（2006年4月2日）
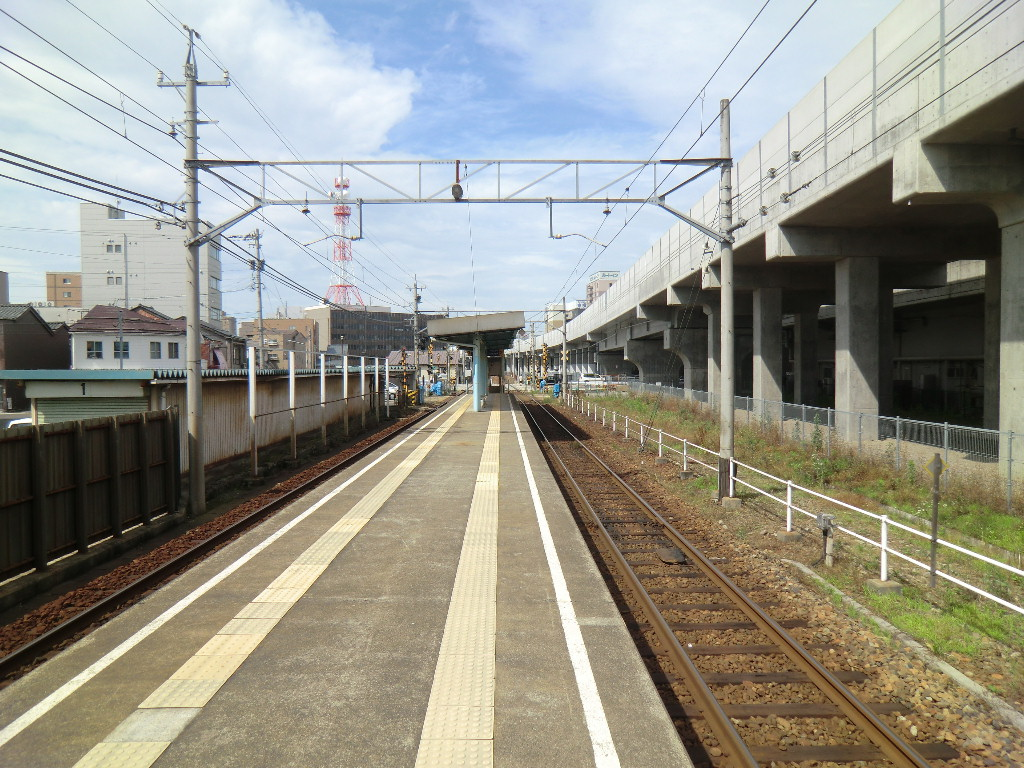
遷移至新幹線高架橋前的月台（2011年6月26日）
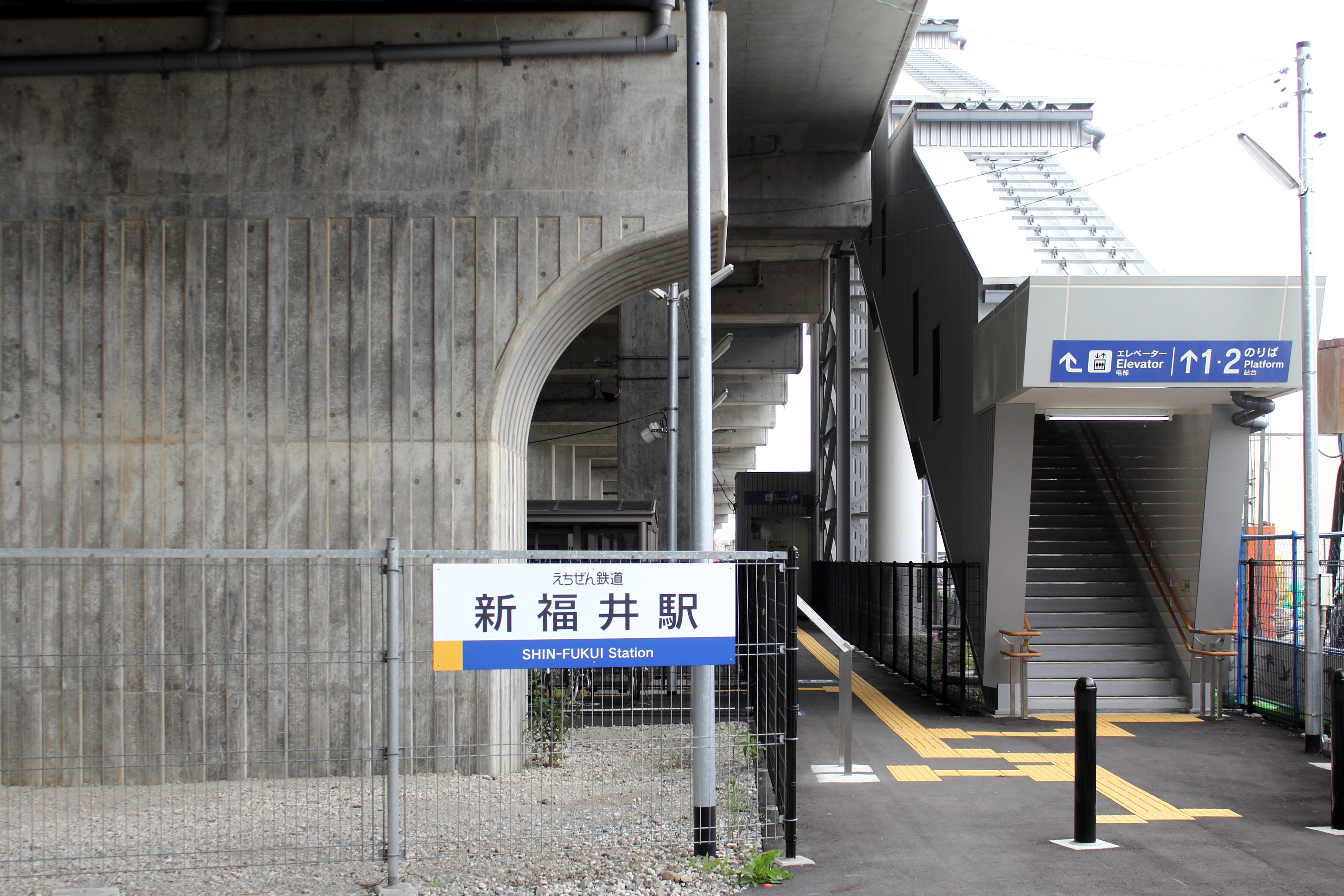
遷移至新幹線高架橋後的臨時車站（2016年4月24日）

## 使用狀況
以下為一日平均上下車人次。
| 上下車人次變化 | 上下車人次變化 |
| 年度           | 1日平均人次    |
| -------------- | -------------- |
| 2011           | 50             |
| 2012           | 41             |
| 2013           | 43             |
| 2014           | 43             |
| 2015           | 43             |
| 2016           | 41             |
| 2017           | 49             |
| 2018           | 41             |
| 2019           | 38             |
| 2020           | 39             |
| 2021           | 19             |
| 2022           | 22             |

## 相鄰車站
越前鐵道
■勝山永平寺線（包含■三國蘆原線列車）
□快速（只有上行班次）、■普通
福井（E1）－新福井（E2）－福井口（E3）

## 外部連結
- 越前鐵道新福井站 （页面存档备份，存于）（日語）